# Міжнародні стандарти обліку для державного сектору
Міжнародні стандарти обліку для державного сектору (МСБОДС, англ. International Public Sector Accounting Standards, англ. IPSAS) розробляються Радою з питань державного сектору Міжнародної федерації бухгалтерів, починаючи з оприлюднення «Рекомендацій щодо урядової фінансової звітності» у 1998 році. 
На сьогодні МСБОДС налічують 32 стандарти. Стандарти засновані на МСФЗ в частині, яка може бути застосована до державного сектора.
Вони мають на меті сприяти організаціям державного сектору різних рівнів у підготовці фінансових звітів на основі методу нарахувань. До організацій державного сектору у міжнародній практиці відносять національні уряди, регіональні органи управління (наприклад, штатів, провінцій, територій), місцеві (наприклад, міські, районні (селищні) органи управління) та відповідні державні суб'єкти господарювання (наприклад, агенції, правління, комісії та підприємства). Таким чином, МСБОДС поширюється на усіх суб'єктів державного сектора, крім державних комерційних підприємств.
В Україні на основі МСБОДС розроблено 19 Національних положень (стандартів) бухгалтерського обліку в державному секторі.